# Harald Irmscher
Harald Irmscher (n. 12 februarie 1946, Oelsnitz/Erzgeb., Saxonia, Germania) este un fotbalist german, medaliat olimpic. A participat la o ediție a Jocurilor Olimpice (1972) în care a câștigat o medalie de bronz.